# جشن گل
جشن گل (به هلندی: Bloemencorso) یک جشن یا کارناوال سالانه است که در مناطق گوناگون هلند و بلژیک برگزار می‌شود.

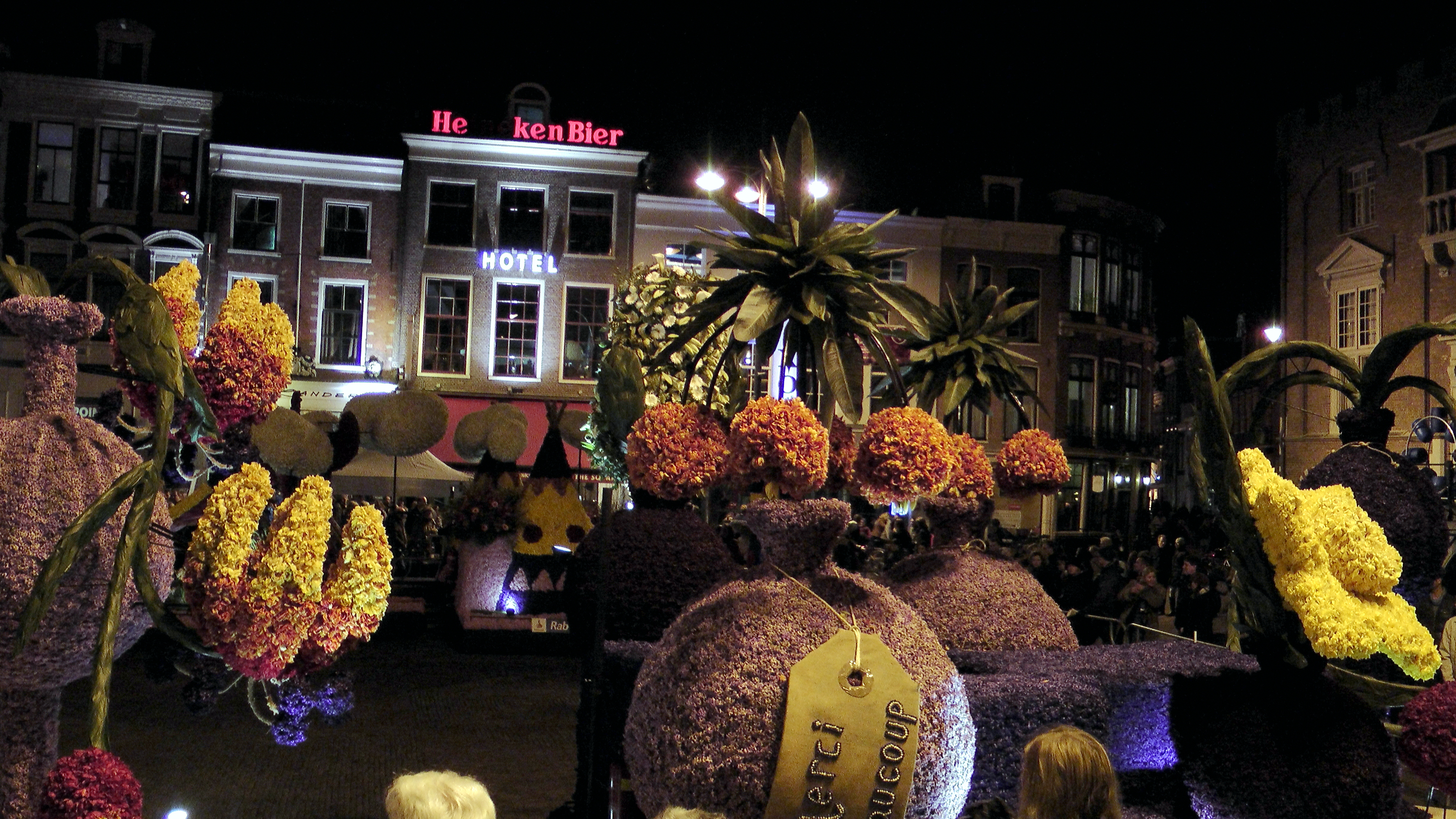
جشن گل در هارلم، هلند

این جشن، طرح‌ها و نقش‌های گوناگون به وسیله گل روی ارابه، ماشین، قایق و … درست می‌شود و در هر منطقه می‌تواند، موضوع ویژه خودش را داشته باشد.